# Deherainia smaragdina
Espèce
Deherainia smaragdina est une espèce de plantes à fleurs de la famille des Primulacées originaire du Mexique. Elle est classée par Cronquist dans la famille des Theophrastaceae.

## Liste des sous-espèces
Selon Catalogue of Life (16 mars 2016) :
- Deherainia smaragdina subsp. occidentalis B. Ståhl
- Deherainia smaragdina subsp. smaragdina